# 雷瑟琳
夏若妍（1990年1月8日—），臺灣演員、模特兒。父親是臺灣人，母親是巴拉圭人，台巴混血，原本跟父姓，原名張亞蘭，後來改母姓，改名雷瑟琳，並在2017年新取藝名「夏若妍」。有親妹妹雷婕熙。
2004年參加《我猜我猜我猜猜猜》單元節目「人不可貌相」的《大人系－成熟國中美少女》，外型甜美亮麗，貌似香港影星鍾楚紅，故有「小鍾楚紅」之稱。初出道時以拍攝平面時尚雜誌為主。在電影《女朋友。男朋友》初試啼聲之後就跨入小螢幕參與多部偶像劇演出。

## 演出作品

### 電影
- 2012年：《女朋友。男朋友》客串演出小雲（導演楊雅喆）
- 2012年：《犀利人妻最終回：幸福男·不難》飾演Mei（導演王珮華／王仁里）
- 2021年：《古劍奇譚之悲歌咒》（網絡電影）飾演御紗音奴
- 2022年：《畫皮》（網絡電影）
- 2022年：《鬼吹燈之南海歸墟》（網絡電影）飾演 Shirley楊
- 2023年：《鬥破蒼穹·止戈》（網絡電影）飾演 彩鳞
- 2024年：《狂蟒之災》（網絡電影）飾演 宮蘭蘭
- 2024年：《烈戰》（網絡電影）飾演 莎娜

### 劇集
| 年份 | 平台       | 地區     | 劇名               | 角色           | 導演                   | 備註           |
| ---- | ---------- | -------- | ------------------ | -------------- | ---------------------- | -------------- |
| 2012 | 迪士尼頻道 |          | 課間好時光一年二班 | 女王           | 郎祖筠                 | 配角           |
| 2013 | 中視／中天 |          | 女王的誕生         | 杜小崴         | 陳戎暉                 | 配角           |
| 2014 | 華視／TVBS |          | A咖的路            | 楊佳欣         | 林子平、何東興、林清振 | 配角           |
| 2014 | 中視／TVBS |          | 俏摩女搶頭婚       | 丁曉恩         | 王傳宗                 | 配角           |
| 2015 | 台視／三立 |          | 聽見幸福           | 徐亞緹         | 陳戎暉                 | 配角           |
| 2015 | 三立／東森 |          | 料理高校生         | 江佩穎         | 許珮珊                 | 配角           |
| 2017 | 優酷視頻   |          | 寒武紀             | 蔡佳宜         | 江豐宏、馬藝恒         | 配角           |
| 2017 | 東方衛視   |          | 一粒紅塵           | 辜伽罗         | 宋洋                   | 配角           |
| 2018 | 騰訊視頻   |          | 幸福，近在咫尺     | 陳苗苗         | 陳意涵                 | 配角           |
| 2018 | 愛奇藝     |          | 我和兩個他         | 娜沐           | 劉亞菱、韓承桓         | 配角           |
| 2019 | 八大／台視 |          | 我們不能是朋友     | 高子媛         | 馮凱                   | 配角           |
| 2020 |            | 中國大陸 | 上古密約           | 晉陽公主       |                        | 配角           |
| 2020 | 愛奇藝     |          | 暴走武林學園       | 妃             |                        | 配角           |
| 2021 |            | 中國大陸 | 愛的理想生活       | 丁薈橋         | 李江明                 | 主演之一       |
| 2023 |            | 中國大陸 | 三分野             | 陳書           |                        |                |
| 2024 | 抖音       | 中國大陸 | 金豬玉葉           | 葉小萊、葉小茴 | 马史                   | 網絡短劇，主演 |
| 2024 |            | 中國大陸 | 女人的反攻         | 温若筠         |                        | 網絡短劇，主演 |
| 待播 |            | 中國大陸 | 池中物             |                |                        | 網絡短劇       |

### 綜藝
- 20040914 中視《我猜我猜我猜猜猜》大人系－成熟國中美少女
- 20150804 三立《愛玩客》打破印象! 超夯消暑吃貨祕笈 泰國
- 20160621 三立《愛玩客》之移動的廚房塞班島老詹出國了！竟然還開飛機飛上天！？一生必去一次的藍洞！好玩到讓人想落淚！
- 20150806 三立《完全娛樂》
- 20160222 三立《型男大主廚》

### MV
- 〈跨時代〉（周杰倫《跨時代》）
- 〈Nice to meet u〉（房祖名《亂》）
- 〈UUU〉（潘瑋柏《808》）
- 〈I love you John〉（陳珊妮《I love you John》）
- 〈胡鬧〉（吳克群）
- 〈胡蘿蔔鬚〉（許嵩）
- 〈叛侶〉（孫耀威）
- 〈Last night〉（林昕陽）
- 〈其實我也怕〉  （林昕陽）
- 〈一個宇宙〉  （南拳媽媽）

## 廣告
- 2010年：花旗銀行－有辦法篇
- 2010年：遠傳電信SP
- 2011年：Zespri奇異果－有神篇
- 2012年：花旗銀行－刷卡為省錢之本篇
- 2012年：Zespri奇異果－銅人篇
- 2013年：高露潔－apple篇
- 2013年：onefreecup coffee
- 2014年：微電影–愛情來了篇

### 代言
- 2014年：決戰神魔

## 封面人物／平面專訪
- 【女人我最大】四月號封面人物[2014]
- 【TaipeiWalker】五月號封面人物[2014]
- 【TVBS周刊】No.877期 專題人物
- 【FHM】 九月號封面人物[2014]
- 【Yahoo奇摩時尚美妝新品調查局】[2014-2015]
- 【女人我最大】二月號封面人物[2015]
- 【Esquire君子雜誌】四月號 專題人物[2015]
- 【FHM】四月號封面人物(新加坡)[2015]
- 【明報周刊】名媛搜身 專題人物[2015]
- 【蘋果副刊】X【美商怡佳】專題人物[2015]
- 【Bella儂儂】六月號 專題人物 [2015]
- 【NOVA情報誌】十月號 封面人物[2015]

## 時尚活動
- 2010~2014 CHOC GIRLS COLLECTION 走秀嘉賓
- 2012~2013 SUPER GIRLS FESTA 走秀嘉賓
- 2014 SUPER GIRLS EXPO 走秀嘉賓
- Favvi@tube 開幕走秀
- 【Hamilton】《傑克萊恩：詭影任務》電影腕錶發表會
- 【MOISELLE】 春夏新品發表會
- 【德國精品MCM】首家臺灣精品店開幕
- 【adidas】巴西世足嘉年華kick-off記者會
- 【Juicy Couture】-9月品牌VIP活動
- 【bobbies paris】一日店長
- 【Kissme奇士美花漾美姬】-公子王子浪漫音樂會
- VOGUE野餐日 X【JACOB'S CREEK】
- 【TUTU & BOW蝴蝶結與蓬蓬裙】新品發表記者會
- 【寶格麗】義式風華璀璨台北，Serpenti台北101點燈-觀禮嘉賓
- 【Dior addict癮誘超模唇膏】新品上市party
- 【Shu uemura x Kye x 首爾時裝週】觀禮嘉賓
- 【微風之夜 Breeze Hollywood night】出席嘉賓

## 獎項紀錄
| 年份   | 頒獎典禮      | 獎項     | 影片           | 角色   | 結果 |
| ------ | ------------- | -------- | -------------- | ------ | ---- |
| 2015年 | 第4屆華劇大賞 | 最佳綠葉 | 《料理高校生》 | 江佩穎 | 提名 |

## 外部連結
- 夏若妍Nita的Facebook專頁
- 夏若妍Nita的新浪微博
- 夏若妍的Instagram帳戶
- 雷瑟琳在互联网电影资料库（IMDb）上的資料（英文）
- 雷瑟琳在香港影庫上的簡介